# Konopiště
Konopiště (phát âm tiếng Séc: [ˈkonopɪʃcɛ]; tiếng Đức: Konopischt) là một tòa lâu đài bốn cánh, ba tầng nằm ở Cộng hòa Séc, cách Praha khoảng 50 km (30 dặm) về phía đông nam, bên ngoài thành phố Benešov. Nó đã trở nên nổi tiếng khi là nơi cư trú cuối cùng của Franz Ferdinand của Áo, người thừa kế ngai vàng Áo-Hung, người bị ám sát ở Sarajevo và đã là nguyên nhân bùng nổ Thế chiến thứ nhất. Viên đạn đã giết anh ta được bắn bởi Gavrilo Princip, giờ đây là một vật trưng bày tại bảo tàng từ xa của lâu đài.

## Lịch sử

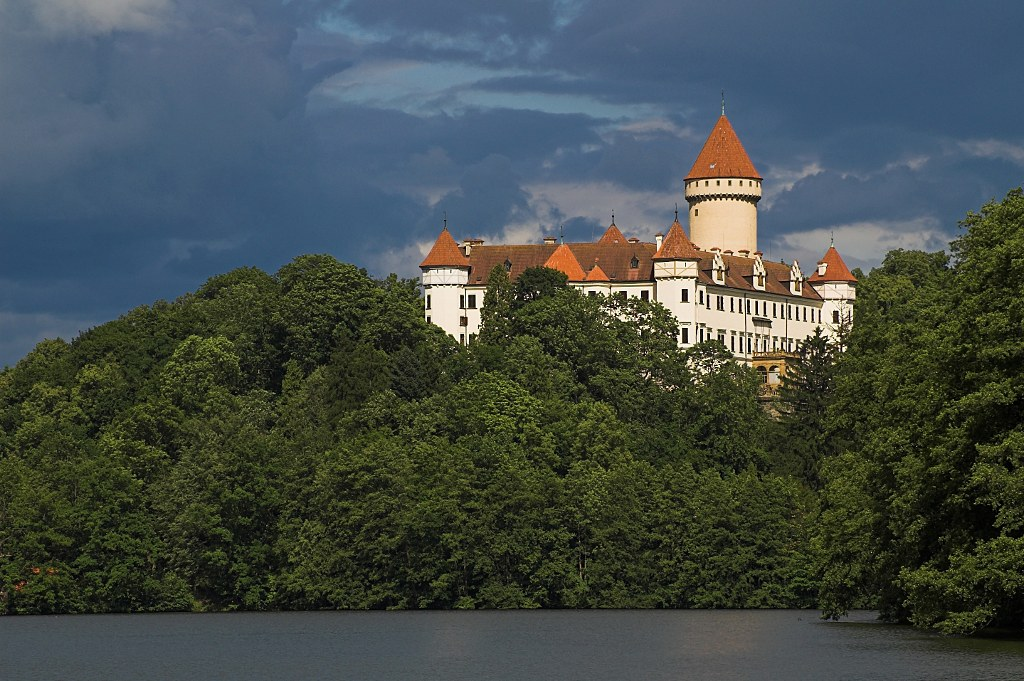
Lâu đài nhìn từ hồ.

Lâu đài được xây dựng vào những năm 1280 bởi Giám mục Prague Tobiaš như một pháo đài kiến trúc Gothic theo phong cách của một lâu đài Pháp với một mặt bằng hình chữ nhật và các tháp tròn nhô ra từ các góc, giúp phòng thủ hiệu quả nhất. Năm 1318, lâu đài thuộc sở hữu của gia đình Benešévic. Năm 1327, lâu đài được sang tay cho nhà Šternberks. Năm 1468, nó bị quân đội của George của Poděbrady chiếm sau một cuộc bao vây kéo dài gần hai năm.
Vào năm 1603, lâu đài đã được mua bởi Dorota Hodějovská của Hodějov, Dorota Hodějovská đã thực hiện các thay đổi trong thời Phục hưng cho pháo đài cũ. Gia đình Hodějovský củng cố cơ ngơi của họ nhờ vào sự tham gia tích cực của họ trong cuộc nổi loạn chống Habsburg năm 1620. Albrecht von Waldstein đã mua lại lâu đài, và sau đó ông chuyển nó cho Adam Michna ở Vacínov. Michna nổi tiếng nhờ sự đàn áp nông nô, những người đã nổi dậy chống lại ông và chiếm Konopiště vào năm 1657.
Người Thụy Điển đã chiếm đóng và cướp bóc lâu đài vào năm 1648, sau đó gia đình Vrtba đã mua lại. Sau năm 1725, họ đã biến nó thành một tòa lâu đài theo kiến trúc Baroque. Cây cầu được thay thế bằng cây cầu đá, và gần tòa tháp phía đông, một lối vào mới đã được chèn vào tường. Cánh cổng tôn tạo nó được thiết kế bởi František Maxmilián Kaňka và có những bức tượng từ xưởng của Matthias Bernard Braun. Năm 1746, tầng trên của bốn trong số các tòa tháp đã bị phá hủy và một tòa tháp đã bị phá hủy hoàn toàn. Trong quá trình sửa chữa nội thất, các bức bích họa thần thoại và ngụ ngôn đã được vẽ trên trần của đại sảnh, lò sưởi bằng đá cẩm thạch với trang trí chạm khắc được Lazar Wildmann tạo tác.
Thái tử Franz Ferdinand của Áo đã mua Konopiště vào năm 1887 với quyền thừa kế của ông từ Francis V, Công tước Modena trị vì cuối cùng. Ông đã sửa chữa nó từ năm 1889 đến 1894 bởi kiến trúc sư Josef Mocker thành một nơi ở sang trọng, phù hợp với một vị Hoàng đế tương lai, nơi ông thích ở tại Vienna. Công viên rộng 225 ha kiểu Anh với sân thượng, vườn hoa hồng và tượng, được thiết kế và xây dựng cùng một lúc.
Ông đã mời Wilhelm II, Hoàng đế Đức đến xem vườn hoa hồng của ông vào đầu tháng 6 năm 1914. Trong khi họ bàn về chính trị, họ đã thảo luận về Romania, các thuyết âm mưu về kế hoạch tấn công Serbia hoặc một bộ phận của Đế quốc Áo-Hung đã nảy sinh vào thời điểm đó và cũng từ sau vụ ám sát của Thái tử, vào cuối tháng 6, ký ức về chuyến thăm này có thể đã khiến Hoàng đế phải trao cho Áo nhiều quyền kiểm soát đối phó với Serbia hơn là trong cuộc khủng hoảng Bosnia năm 1909.
Kể từ năm 1921, lâu đài là tài sản của Tiệp Khắc và sau đó là nhà nước Séc, một trong 90 tài sản như vậy thuộc sở hữu nhà nước. Bộ Văn hóa được cho là chi hơn 800.000 đô la Mỹ mỗi năm để duy trì lâu đài và tiền thu hồi là từ tiền bán vé vào cửa và phí cho thuê cho các chức năng không thường xuyên.
Hiện tại, Công chúa HSH Sophie von Hohenberg, hậu duệ của Franz Ferdinand, đang yêu cầu bồi thường lâu đài cho gia đình cô (không bao giờ được công nhận là một phần của Nhà Habsburg), với lý do các điều khoản của Điều 208 của Hiệp ước Saint Germain và Điều 3 của Luật số 354 năm 1921 tại Tiệp Khắc, không áp dụng cho họ. Cô đã đệ đơn kiện vào tháng 12 năm 2000 tại Benešov, thành phố gần nhất, về vấn đề lâu đài và các khu vực phụ thuộc của nó, bao gồm 6.070 ha (15.000 mẫu Anh) đất rừng và bao gồm cả một nhà máy bia.

## Phục vụ du lịch
Konopiště đã mở cửa cho công chúng từ năm 1971. Du khách có thể quan sát các phòng của Franz Ferdinand, một người cũng là một nhà sư tập nhiệt tình, một bộ sưu tập lớn, "bộ sưu tập Obizzi-Este" (bộ sưu tập phù hiệu áo giáp lớn thứ ba ở châu Âu từ Lâu đài del Catajo, Padova, Ý), một trường bắn với các mục tiêu di chuyển, và một khu vườn với các bức tượng và nhà kính thời Phục hưng Ý.
Lâu đài có thể được viếng thăm từ tháng Tư đến tháng Mười. Có thể đến bằng tàu hỏa từ Prague đến Benešov (khoảng một giờ đi xe) và sau đó đi bộ khoảng 2,5 km (1,5 dặm) từ nhà ga, hoặc bằng một tuyến xe buýt không thường xuyên.
Một phần của bộ phim Ảo Thuật Gia được quay tại Konopiště, lâu đài của hoàng tử trong phim.

## Nhân vật sống ở đây
- Franz Ferdinand của Áo
- Sophie, nữ công tước xứ Hohenberg
- Maximilian, Công tước xứ Hohenberg
- Hoàng tử Ernst của Hohenberg
- Công chúa Sophie của Hohenberg